# Aqua Felice
Aqua Felice is een van de aquaducten in het moderne Rome, afgerond in 1586 in opdracht van paus Sixtus V. Het is de gerestaureerde versie van het in 226 gebouwde Aqua Alexandrina. Aqua Felice komt via het kanaal van Aqua Alexandriana bij de Porta Tiburtina Rome binnen. Daarna gaat Aqua Felice verder langs de Aqua Claudia en de Aqua Marcia. Aan het einde van de 22 kilometer lange waterweg staat de Mozesfontein op de Quirinaal.
De afronding van het aquaduct zorgde ervoor dat in 1586 voor het eerst weer schoon leidingwater de stad binnen kwam. Iedere dag werd er ongeveer 21.000 kubieke meter water door de Aqua Felice vervoerd.
Paus Sixtus V heet in het echt Felice Peretti di Montalto. Hij liet het door hem gebouwde aquaduct Aqua Felice naar zichzelf vernoemen.